# TSV Bayer 04 Leverkusen

TSV Bayer 04 Leverkusen is een Duitse omnisportclub uit de stad Leverkusen. Met zo'n 10.000 leden (stand in 2009) is het een van de grootste sportclubs van Noordrijn-Westfalen.
De club werd in 1904 opgericht als Turn- und Spielverein der Farbenfabriken vormals Friedrich Bayer & Co. als bedrijfssportvereniging. In de jaren twintig besliste de overheid dat alle sport- en turnclubs van elkaar gescheiden moesten worden en zo ontstonden Sportvereinigung Bayer 04 Leverkusen en Turn- und Spielverein 04 Bayer Leverkusen. In 1984 verenigden beide verenigingen zich tot TSV Bayer 04 Leverkusen. De voetbalafdeling, die het meest bekend is, werd in 1999 zelfstandig als de GmbH Bayer 04 Leverkusen. Deze club speelt traditioneel in de rood-zwarte clubkleuren als voortzetting van de oude sportclub. De andere afdelingen hebben rood-wit als clubkleuren.
De vereniging is actief in basketbal, boksen, gehandicaptensport, ijssporten, schermen, moderne vijfkamp, vrijetijdssport, handbal, judo, kinder- en jeugdsport, atletiek, volleybal en cheerleading.